# White trash

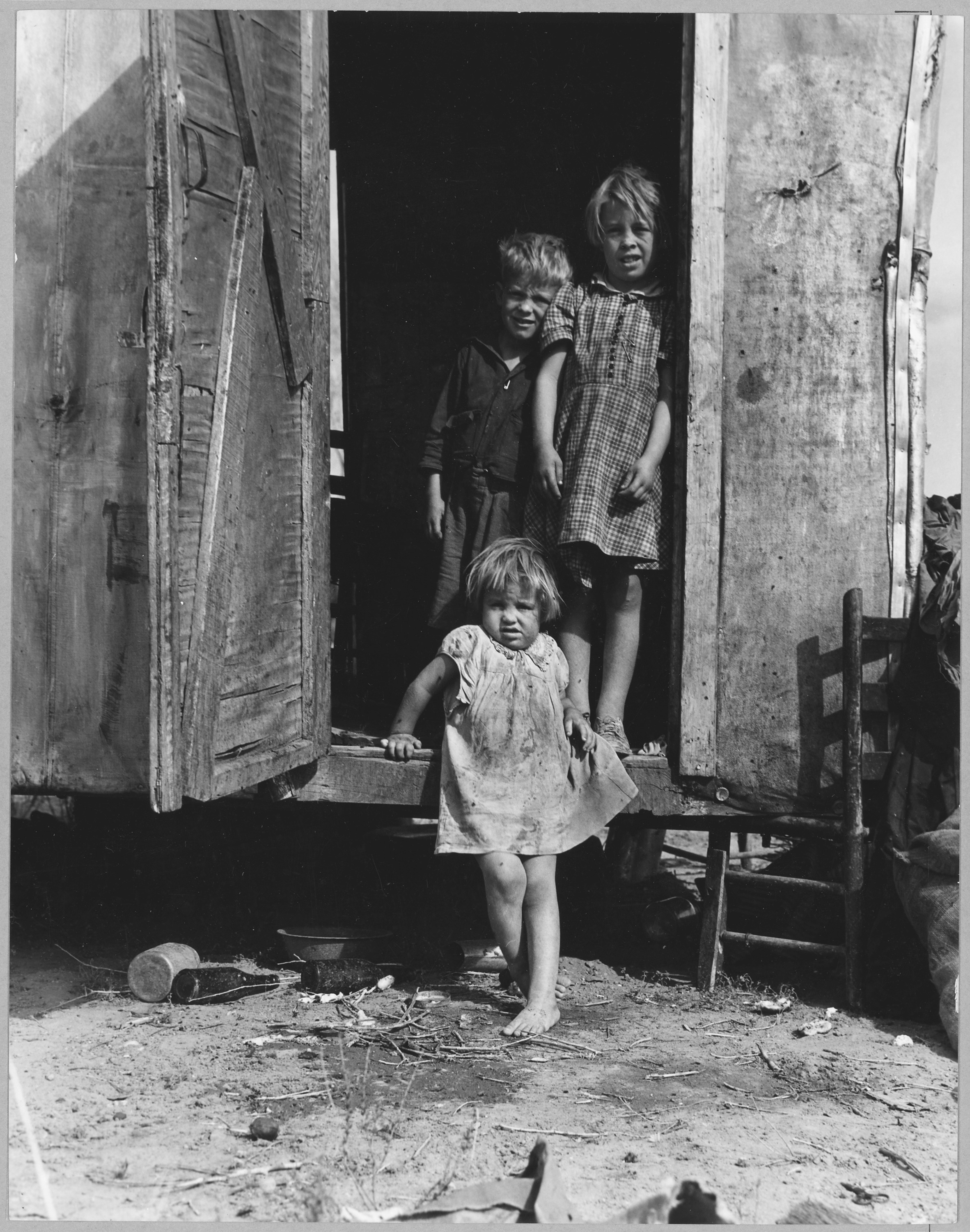
Bambini raccoglitori di cotone (categoria spesso etichettata come white trash) nel Texas, 1940

La locuzione inglese White trash (letteralmente spazzatura bianca) è un'espressione dispregiativa, razzista,  usata a sfondo etnico e sociale negli Stati Uniti nei confronti dei bianchi americani poveri, soprattutto negli Stati Uniti meridionali. Sostanzialmente indica persone di etnia caucasica di bassa estrazione, prive di cultura o di modi quantomeno decenti.

## Caratteristiche
Chiamare qualcuno "white trash" vuol dire accusarlo di essere privo di risorse culturali. Quello di "white trash" non è un gruppo demografico riconosciuto dalla sociologia e la frase è generalmente considerata alquanto offensiva. In qualche modo la reazione verso la frase in questione si è affievolita negli anni recenti, al punto che alcune persone descrivono se stesse come appartenenti alla "white trash"; esiste un genere di musica rock noto orgogliosamente come "white-trash rock" ma si può ben affermare che l'espressione ancora non viene ascoltata in contesti formali e ben educati.
"White trash" spesso si associa a un certo livello di povertà materiale, anche se non sempre è il caso, associandosi anche a persone ineleganti e poco istruite che possono dilapidare fortune in automobili oppure beni alquanto kitsch.

## Rozze maniere, incultura e standard morali bassi
I "White trash" sono generalmente percepiti come persone di rozze maniere, di standard morali abnormemente bassi e dalla mancanza di educazione o dalla carenza di un minimo barlume di cultura. Questo gruppo è "il gruppo più povero e sottovalutato degli USA e la categoria di bianchi più disprezzata". Secondo le categorie di Fussell della classe sociale, la maggior parte di queste persone sarebbe da inserire nell'ambito della "classe proletaria" media e bassa.
Secondo l'Oxford English Dictionary, il termine "white trash" cominciò ad essere usato comunemente nel 1830 come un termine peggiorativo utilizzato dagli schiavi dei sudisti della classe alta, spesso servi di colore molto intimi degli aristocratici delle piantagioni, per dileggiare i bianchi, anche al di sotto dello status dei yeomen, che lavoravano nei campi; a quei tempi, era sinonimo dei vari insulti "sand hiller" (qualcuno dalle Sand Hills della Carolina del Sud) e "clay eater" (mangia-argilla). Il gruppo dei "white trash" erano iperbolicamente considerati come dei piccoli coltivatori dei propri appezzamenti che coltivavano inettamente terre poco fertili e dovevano metaforicamente ricorrere a mangiare ghiaia tritata mescolata con la farina del pane per riuscire a sopravvivere.
Il termine comporta sia caratteristiche di comportamento (come le rozze maniere, stile di vita), sia evidenti caratteristiche razziali, la razza bianca. Il termine è ampiamente utilizzato negli Stati Uniti, non soltanto negli stati sudisti, negli Appalachi e nel Midwest ma anche nelle città della East Coast e della West Coast, come New York e Los Angeles, come un modo rapido e crudele di deridere certe persone. Nella West Coast, comunque il termine viene spesso utilizzato colloquialmente nella sua forma abbreviata: "PWT".
Uno stereotipo correlato è quello del redneck, collo rosso, anche se differiscono considerabilmente dallo stereotipo del white trash. Una persona della classe media rurale può orgogliosamente autodefinirsi come un redneck', per esempio, il comico Jeff Foxworthy utilizza il suo carattere personale di "redneck" come componente della sua macchietta, anche se potrebbe offendersi se venisse chiamato "white trash". "Trash", cioè spazzatura è più dispregiativo e si applica ad aree geografiche differenti. I cosiddetti "rednecks", sono integrati nel sistema produttivo, hanno spesso forti tradizioni religiose (come per esempio gli evangelici), tendono ad essere esclusivamente rurali, operatori di macchine agricole, cowboys, forestali, minatori, pescatori, anche se molti lavoratori urbani nei cantieri edili hanno il "collo rosso".
I "white trash", spesso sono emarginati, semioccupati o disoccupati, affetti da depressione oppure da malattie croniche semi-invalidanti o subiscono la dipendenza da droga o alcool. Dal punto di vista lavorativo sono spesso dediti a lavori poco qualificati, poco remunerativi e precari come benzinai, camionisti, portuali, venditori ambulanti oppure si occupano di discariche o rottamazione. Il segmento più marginale e disperato si dedica a piccoli furti o alla prostituzione.
Come abitazione risiedono in camper o container in aree marginali semisviluppate, boschi, deserti o in qualsiasi area suburbana depressa, con alto tasso di disoccupazione, come la Rust Belt del Michigan, Illinois, Ohio e della Pennsylvania negli USA oppure lo Yorkshire e Liverpool nel Regno Unito.

## Dettagli caratterizzanti
La natura del termine "white trash", (spazzatura bianca) e delle persone alle quali questo termine è stato applicato e le motivazioni che portano certe persone ad impiegare il termine sono studiate in connessione alla cultura popolare. Nel suo pieno contesto storico, il termine è difficile da definire e qualsiasi definizione deve essere considerata rispetto al contesto nel quale l'epiteto veniva applicato.
Segue una lista parziale degli stereotipi associati col termine "white trash":
- Poca igiene.
- Abitazione, automobile ed in genere ogni proprietà tenuta in cattivo stato, rotta, sporca, senza manutenzione, assicurazione, permessi, ecc.
- Ignoranza e mancanza di educazione.
- Appartenenza ad un clan, manifestata con atteggiamenti razzisti.
- Pigrizia e mancanza di ambizione nel proprio avanzamento socio-culturale.
- Famiglie instabili.
- Promiscuità sessuale, aborti e/o gravidanza tra le adolescenti, figli illegittimi, incesto.
- Diete carenti, sbilanciate o malsane, consumo eccessivo di alimenti preconfezionati e grassi, salute malferma, spesso associata ad obesità.
- Dentatura in uno stato non buono, denti carenti o cariati.
- Comportamento trasgressivo in pubblico, includendo l'ubriachezza, il turpiloquio e l'atteggiamento rissoso.
- Povertà - particolarmente abitano in trailer, o in case mobili (da qui proviene il termine "trailer trash").
- Residenza in ambito rurale, piccoli paesi, oppure zone industriali in crisi o in via di dismissione.
- Illetterati, fortemente connotati dall'uso del dialetto oppure senza la capacità di parlare la Lingua inglese standard.
- Padroni di cani aggressivi, come i pit bull o i rottweiler.
- Gusti musicali limitati al country and western, rock o metal.
- Spesso presentano il taglio di capelli noto come mullet.
- Spesso i maschi vestono un tipo di maglietta nota come wifebeater (che letteralmente si traduce "picchia moglie").
- Nello stereotipo guidano un vecchio modello americano di camioncino pick-up come la "Chevrolet El Camino" oppure vecchie coupé sportive come la "Chevrolet Camaro".
- Hanno lavori che consistono principalmente in qualche tipo di attività fisica, molto ripetitiva, oppure svolta in ambiti extra-urbani.
- Mantengono un'automobile non funzionante elevata su blocchi di mattoni nel giardino di casa.

Questi stereotipi sono molto simili, se non identici, a quelli razzisti e l'idea di una inferiorità intrinseca della gente bianca povera condivide una storia intellettuale comune con quella della inerente inferiorità della gente di colore. 
Alcune persone sostengono che "white trash" sia un termine razzista, non perché esso contenga la parola "white" ma perché implica che la condizione di "immersione nella spazzatura" sia lo stato normale per la gente non di pelle bianca e dunque quando una persona è piuttosto "sozza" si deve specificare che la persona è bianca. Altri argomentano che il termine è offensivo per i bianchi, dato che "trash" (spazzatura) è abitualmente applicato dall'aggettivo "white" (bianco) in questo tipo di contesto.

## Stereotipo delle attività dei "white trash"
Una visione comune delle attività che i più associano ai white trash sono:
- Troppo tempo passato a guardare la televisione, specialmente il wrestling oppure le gare di auto NASCAR e la Country Music Television;
- Fanno acquisti quasi esclusivamente al Wal-Mart;
- Eccessivo utilizzo di tabacco (includendo l'ingestione, il fiuto e la masticazione);
- Eccessivo consumo di alcool, specialmente birra nazionale economica;
- Grande interesse nei Demolition derby oppure nei rallies di Monster truck;
- Visione di show televisivi come il The Jerry Springer Show e tentativo di apparirvi.

## Discussione
Alcuni commentatori sostengono che l'uso del termine sia provocato dalla "confusione di identità e stereotipi razziali" e che alcuni bianchi possono usarlo come risultato di un paragone stereotipato con le persone non di pelle bianca. Comunque, secondo Annalee Newitz, "non è semplicemente che la spazzatura bianca si comporta come i neri. Piuttosto, comportandosi in una maniera giudicata indecorosa... questi... (white trash) stanno rovinando l'implicita concezione di cosa significhi essere bianchi". Il termine "designa la rottura di convenzioni che sostengono l'essere bianchi come identità normativa trascurata" e viene usato "in contesti razzializzati dove le differenze di classe e di razza diventano mischiate, sovrapponendosi invece che rimanendo chiare e distinte". Il termine "materializza una complicata guardia delle barriere imperfette che includono le classi e le identità razziali in questo paese".
Comunque, poiché il termine è l'unica "identità bianca che non vede sé stessa come la norma da cui tutte le altre razze ed etnie deviano" e "poiché 'white trash' è, per i bianchi, la più visibile e chiaramente identificata forma di 'bianchitudine'" questa confusione può "forse aiutare a rendere tutti i bianchi consci di se come gruppo razziale e diviso in classi, per portarci... un passo più vicini a un mondo senza divisioni razziali, o, quanto meno, a un mondo in cui le differenze razziali non significano dominazione razziale, simbolica ed economica".

## I white trash rappresentati nelle arti

### Letteratura
- Poor White, romanzo del 1920 di Sherwood Anderson. Un sudista che considera sé stesso come "poor white trash" si apre la strada come inventore in un piccolo villaggio del Midwest.
- Tobacco road, romanzo del 1932 di Erskine Caldwell, ambientato in Georgia durante i peggiori anni della Grande depressione, racconta di una famiglia di poveri agricoltori, dei piccoli proprietari bianchi, soffocati dalla concorrenza della crescente meccanizzazione industriale della produzione agricola, divengono vittime dell'estraneazione dopo la migrazione nella "grande città".
- Lolita, romanzo del 1955 di Vladimir Nabokov, racconta dell'inserimento di un colto borghese, in una famiglia statunitense con lievi caratteristiche di "white trash", specialmente per il comportamento della giovane figlia. Si verifica un incesto parziale, nel senso che la figlia adottiva seduce (oppure viene sedotta da) il patrigno. Successivamente diventa una "road-story", con caratteristiche "trash" dei luoghi e degli alberghi e motel che frequenteranno nel corso del lungo viaggio.
- To Kill a Mockingbird, romanzo del 1960 di Harper Lee. Nel libro la famiglia Ewell viene indicata come "white trash".

### Commedie televisive
- Pappa e ciccia era una sitcom molto popolare degli U.S.A. su una famiglia della classe lavoratrice del midwest nei tardi anni ottanta e novanta, dove i personaggi si autodefinivano white trash. In un episodio, Dan venne arrestato e quando ritornò a casa dal carcere, Roseanne annunciò che la loro famiglia ora era diventata ufficialmente povera "white trash" e cominciò a ballare.
- Sposati... con figli era una sitcom dei tardi anni ottanta su una famiglia della classe medio-bassa dei dintorni di Chicago, verosimilmente "white trash".
- Beavis and Butt-Head, un programma di cartoni animati di grande ascolto nelle MTV apparso negli anni novanta ed ancora trasmesso nel mondo, presenta la vita di due adolescenti svogliati che sembrano di intelligenza sotto la media. I due personaggi vogliono ritrarre i "white trash" metallari che vivono senza il controllo dei genitori in una comunità della classe media suburbana.
- Trailer Park Boys è un programma televisivo canadese molto quotato, prodotto dalla Showcase che presenta giovani uomini adulti che vivono in un parco per roulotte. Un esempio popolare usato quando ci si riferisce alla cultura "white trash".
- Uno sketch ricorrente nel famoso show televisivo di sketch comedy/varietà Saturday Night Live è quello chiamato "Appalachian Emergency Room", che cominciò nel 2004, mostra l'omonima sala di emergenza dove vari sgangherati personaggi vengono visitati per lesioni risultanti da attività tipiche dei "white trash"[5].
- Nella serie di cartoni appartenente a Comedy Central e nota come South Park, la famiglia Kenny McCormick è presentato come lo stereotipo dell'PWT statunitense.
- In un'altra serie di cartoni animati statunitense, nata dalla penna di Matt Groening, I Simpson, è presente una coppia di bassa estrazione sociale e culturale, che impersonifica lo stereotipo del "white trash" statunitense, Cletus e Brandine Spuckler. Si distinguono per la loro relazione amorosa portata avanti nonostante la consanguineità, per la numerosissima prole, per l'estrema miseria economica e per il bassissimo livello culturale.
- Nella serie tv C'è sempre il sole a Philadelphia la gran parte dei personaggi, in particolare Mac e Charlie, ha tutte le caratteristiche per essere associati a questa categoria di persone. Il sesto episodio della quinta stagione è dedicato proprio a questo e prende il titolo di "Mac and Charlie: white trash".
- Nella serie tv Shameless prodotta da Showtime, la famiglia Gallagher residente nel South Side di Chicago è presentato come lo stereotipo dell'PWT statunitense.

### Cinematografia
- White Trash The Movie Un film comico ambientato nel villaggio di Ludgershall, che segue la vita di sei adolescenti e di come essi si preparino ad affrontare la vita.
- Molti dei personaggi nei film di Russ Meyer e John Waters sono esempi di stereotipi "white trash".
- Kalifornia, è un film del 1993 basato sul serial killer Earl Grace, interpretato da Brad Pitt e Juliette Lewis che impersonano una coppia descrivibile come "white trash".
- Gummo, è un film del 1997 diretto da Harmony Korine che mostra differenti paesani di villaggio di Xenia, nello Stato dell'Ohio che esibiscono molti degli stereotipi dei WT.
- Boys Don't Cry, è un film del 1999 che mostra una tragedia d'amore, violenza canale ed assassinio in una comunità "white trash" tipica dello Stato del Nebraska.
- Nel film Million Dollar Baby, diretto ed interpretato da Clint Eastwood, il contorno familiare di Maggie (Hilary Swank) è conforme a molte delle caratteristiche dei "white trash".
- 8 Mile, film di Curtis Hanson del 2003, è basato sulla vita del famoso rapper statunitense Eminem, che interpreta il ruolo principale e presenta la vita di un abitante di un "trailer park" a Detroit che cerca di cominciare la carriera del cantante rap.
- Sideways - In viaggio con Jack film del 2004 di Alexander Payne, presenta la cameriera in sovrappeso Cammi che passa una notte di sesso con Jack, il protagonista. Successivamente lei copula col marito nella loro casa piena di cianfrusaglie e spazzatura poche ore prima di essere catturata.
- Bubble, film del 2005 di Steven Soderbergh, ambienta in Ohio una storia di emarginazione e solitudine che segue le vicende di tre operai bianchi di una fabbrica di bambole.
- Nel film del 2000 Qui dove batte il cuore (Where the Heart Is) diretto da Matt Williams e basato sull'omonimo romanzo di Billie Letts, la protagonista Novalee Nation (Natalie Portman) vive e si muove in un contesto tipico "white trash".

### Musica
- I May Be White Trash But I Can Still Kick Your Ass (1982) è una canzone dell'artista country Willy Joe Arnold.
- White Trash era un gruppo statunitense di musica heavy metal.
- Il musicista e performer Kid Rock esibisce il look e maniere di un tipico maschio della working-class.
- La canzone dei Dixie Chicks del 2002, "White Trash Wedding" è un rave comico bluegrass dedicato al soggetto.
- White Trash Beautiful (2005) è un album con una canzone dello stesso titolo, interpretata da Everlast.
- Un album del gruppo punk Nofx si intitola White Trash, Two Heebs and a Bean.
- Un album del gruppo punk rock Social Distortion si intitola White Light, White Heat, White Trash
- White Trash è anche il nome di un gruppo Pop Punk noto nel cagliaritano.
- White Trash (2nd Generation) è una canzone del gruppo punk Bad Religion contenuta nel loro album d'esordio How Could Hell Be Any Worse? del 1982.
- Nella canzone "Cake and Sodomy" di Marilyn Manson, contenuta nell'album "Portrait of an American Family" (1994), si può trovare il verso: "white trash get down on your knees / it's time for cake and sodomy", come descrizione sarcastica e amara del prototipo del "white trash" americano.
- White Trash Party è una canzone di Eminem presente nell'album Recovery.
- White Trashing canzone di (Nicole Dollanganger) dell'album [Natural Born Losers].
- Nella canzone White Trash Millionaire dei Black Stone Cherry, dall'album [Between the Devil & the Deep Blue Sea] , la band si fa portavoce di un ipotetico "white trash" , descrivente il proprio pensiero sulle classi sociali ricche (e altrettanto stereotipate) statunitensi.
- Nella canzone Boarding School del 2009, la cantautrice statunitense Lana Del Rey definisce sé stessa come "cheap trailer trash".
- Maria White Trash è una canzone del gruppo hardcore newyorkese Sick Of It All presente nell'album del 2006 Death to Tyrants.

## Termini simili
- Cracker
- Hick
- Hillbilly
- Bubba
- Pea-pickers
- Peckerwood
- Redneck
- Yokel
- Poor White
- Honkey
- Gopnik

Negli altri paesi anglofoni vengono utilizzati i termini:
- Chav (Inghilterra)
- Ned (Scozia)
- Scanger (Irlanda)
- Bogan (in Australia e Nuova Zelanda)
- Feral (subcultura)
- Mullet